# Афанасьєв-Чужбинський Олександр Степанович
Олекса́ндр Степа́нович Афана́сьєв-Чужби́нський  (нар. 28 лютого (12 березня) 1817, Ісківці — 6 (18) вересня 1875, Санкт-Петербург) — український письменник, етнограф, фольклорист, історик, мовознавець, мандрівник. Справжнє прізвище — Афанасьєв, псевдоніми — Чужбинський, Невідомий, Лубенец, Пустинник та інші.

## Біографія
Олександр Степанович Афанасьєв народився 28 лютого (12 березня за новим стилем) 1817 року в селі Ісківці Лубенського повіту Полтавської губернії (нині Лубенського району Полтавської області, Україна) в сім'ї дрібного поміщика. Батько був росіянином, мати — українкою.
Дитинство Олександра Афанасьєва, за словами його біографа Петра Бикова, проминуло в селі «на лоні благодатної української природи, серед патріархального життя народу, багатого на поетичні перекази про хоробре козацтво, славних запорожців» .
У 1829—1835 роках навчався в Ніжинській гімназії вищих наук. Під час навчання зблизився з Євгеном Гребінкою (закінчив гімназію 1831 року). Обидва мешкали на квартирі в професора Микити Соловйова, який викладав у гімназії природничі науки, мав авторитет серед учнів.
Закінчивши навчання та відпочивши трохи на селі в батька, Афанасьєв вступив на військову службу: у 1836—1843 роках служив у Білгородському уланському полку, потім повернувся в Україну.
1843 року познайомився з Тарасом Шевченком, якого у 1845—1846 роках супроводжував у подорожі Лівобережною Україною. Від 1847 року служив у канцелярії воронезького губернатора, був редактором неофіційної частини газети «Воронежские губернские ведомости». Брав участь у проєкті морського міністерства Російської імперії з дослідження річок Росії, здійснив подорожі берегами Дніпра та Дністра, підсумком яких стали дві книги подорожніх нотаток — «Нариси Дніпра» та «Нариси Дністра». Після повернення з експедицій жив у Петербурзі, заснував газету «Петербургский листок», редагував журнал «Искра», був інспектором шкіл грамотності, завідував музеєм Петропавлівської фортеці.

## Творчість

Том 8 Зібрання творів (1891)

Писав вірші, прозові твори, літературно-критичні статті. Деякі поезії із збірки «Що було на серці» (1855) близькі до народних пісень («Скажи мені правду, мій любий козаче», «Ой у полі на роздоллі», «Прощання»). Цінний фактичний матеріал містять його «Спогади про Т. Г. Шевченка», фольклорні публікації, етнографічні праці — «Нариси полювання в Малоросії» і «Подорож у Південну Росію» (в 2 т., 1863). Афанасьєв склав україно-російський словник, не закінчений друкуванням (1855). Більшість оповідань і віршів російською мовою та роман «Петербурзькі картярі» (1872) присвячені темам провінційного і військового життя.
Одним з українських віршів Афанасьєва-Чужбинського була присвята графу Едуарду Тотлебену, що відзначився під час оборони Севастополя під час Кримської війни:

Увесь мыр и самъ нашъ ворогъ 

Тоби дывувався 

Якъ разумно, храбро, славно, 

Ты оборонявся. 

Що у день зруйнують муру, 

Що розибьютъ валу, 

Ты въ ночи усе поправышъ 

Повагомъ, по малу. 

Ворогъ кули градомъ сыпле 

Лютуютъ гарматы 

Тыж латаешъ соби мовчкы 

Муры та роскаты. 

И де вчора валъ був збытый, 

Зо всемъ непотребенъ 

Тамъ сіогодня гакивницы 

Рыштуе Тотлебенъ. 

Округ іого смерть литае, 

Хоче все пожерты 

А вин ходыть як бы в хато 

Й не боитьця смерты. 

Увесь мыр и самъ нашъ ворогъ 

Тобы дывувався… 

Ажъ ось тебе, гостю любый, 

Петербургъ дождався. 

Кожный хоче поклонытысь 

Тому человику, 

Чые имня будетъ славне 

Одъ вику до вику. 

Богъ тебе хранитъ выдымо, 

Билый Царь кохае 

А людъ Руськый — людъ хрещеный 

Щыро поважае. 

Незабудуть Севастополь 

Маленькый то дужый, 

Де вражаго трупу горы 

И крови калюжи… 

Бороныно іого війско 

То теплый молебенъ, 

То разумомъ своимъ жваво 

Боронывъ Тотлебенъ.

## Твори

Поштовий конверт, 1967

- Собрание сочинений: В 9 томах. — Санкт-Петербург, 1890—1893.
- Афанасьєв-Чужбинський О. Словарь малорусского наречия [Архівовано 6 березня 2018 у Wayback Machine.]. — Санкт-Петербург. 1855. — Т. 1 (А-зять)
- Афанасьєв-Чужбинський О. С. Нариси Дніпра [Архівовано 22 жовтня 2016 у Wayback Machine.] (за матеріалами експедиції 1856—1859 років) / перевидання українською мовою (упорядник О. Крушинська). — Львів: Апріорі, 2016. — 544 с. — ISBN 978-617-629-242-5
- Афанасьєв-Чужбинський О. С. Очерки Днепра. — Ч. 1. — СПб, 1861(рос.)
- Афанасьєв-Чужбинський О. С. Очерки Днестра. — Ч. 2. — СПб, 1861(рос.)
- Афанасьєв-Чужбинський О. С. Нариси Дністра [Архівовано 10 вересня 2016 у Wayback Machine.] (за матеріалами експедиції 1859—1860 років) / перевидання українською мовою (упорядник О. Крушинська). — Львів: Апріорі, 2016. — 524 с. — ISBN 978-617-629-207-4
- Афанасьєв-Чужбинський О. С. Українські поезії (виданє й передмова Івана Франка). Львів, 1912
- Дві стародавні малоросійські думи.
- Провінційні нотатки.